# Gerrothorax pulcherrimus
Gerrothorax pulcherrimus — вид вымерших земноводных из отряда темноспондильных, живших во времена триасового периода. Был покрыт костяной броней и достигал около 1 метра в длину. Единственный вид рода Gerrothorax.
Gerrothorax был чрезвычайно плоским существом, что, вероятно, помогало ему прятаться под песком, в иле рек или на дне озер, ища жертву с помощью его широких смотрящих вверх глаз. Череп необычной формы — с угловатыми выступами по бокам. Такое строение было в некоторой мере похоже на строение черепа более раннего земноводного — диплокаулуса, но слабее выражено. Его челюсти имели ряд острых зубов, а в гортани находились большие клыки, вероятно, служившие для удержания скользких рыб.
Необычным был и скелет, особенно сустав, соединяющий череп и первый шейный позвонок. Gerrothorax мог поднять голову относительно нижней челюсти на угол до 50°, что очень необычно для существующих в наши дни видов. Все они, чтобы нанести укус, опускают нижнюю челюсть. Вероятно, такое строение черепа у герроторакса является адаптацией к засадной донной охоте. Окаменелости демонстрируют, что герроторакс был педоморфичен, сохраняя свои личиночные жабры и у взрослой особи. Это наблюдается и у некоторых современных хвостатых земноводных, таких, как протеи и аксолотли. Герроторакс имел три пары внешних жабр и использовал их для дыхания под водой. Герроторакс не имеет живущих в настоящее время прямых потомков. Существо исчезло вместе со множеством других видов во время массового вымирания в конце триасового периода, около 200 млн лет назад. Окаменелые останки герроторакса находят в различных регионах Земли — в Гренландии, Западной Европе и Скандинавии. Это позволяет предположить, что его строение было вполне успешным. Эта древняя амфибия отличалась от других перистыми жабрами, сохранявшимися на протяжении всей жизни. Обычно с их помощью дышат только личинки (головастики), а у взрослого животного они сменяются лёгкими. Впрочем, герроторакс и общей формой напоминал огромного расплющенного головастика. На сушу он, очевидно, не выходил. Близко посаженные глаза находились на верхней стороне широкой головы. Похоже, он затаивался на дне, глядя вверх, чтобы броситься на подплывшую достаточно близко рыбку.

## Фотогалерея

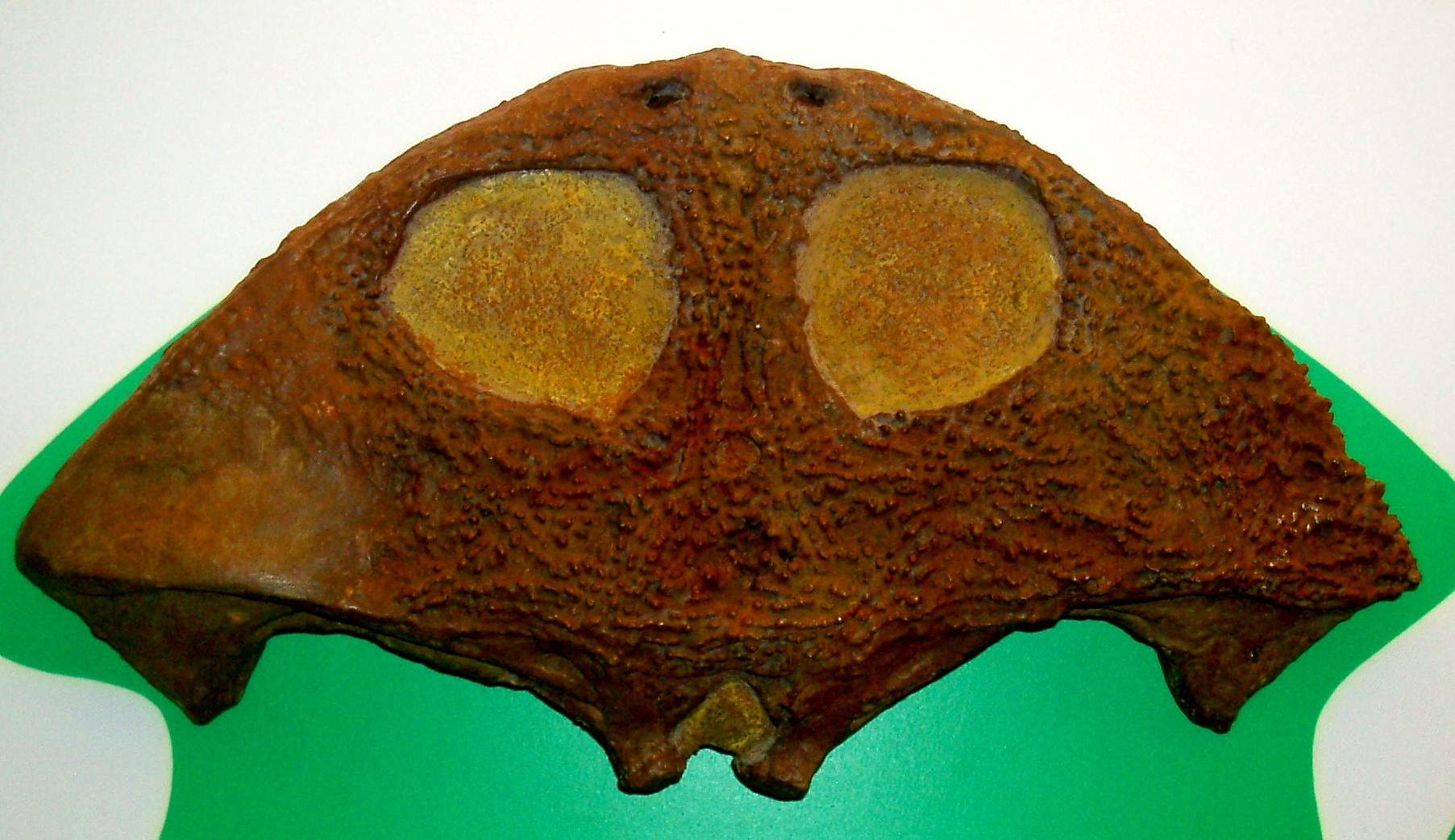
Окаменелость головы герроторакса
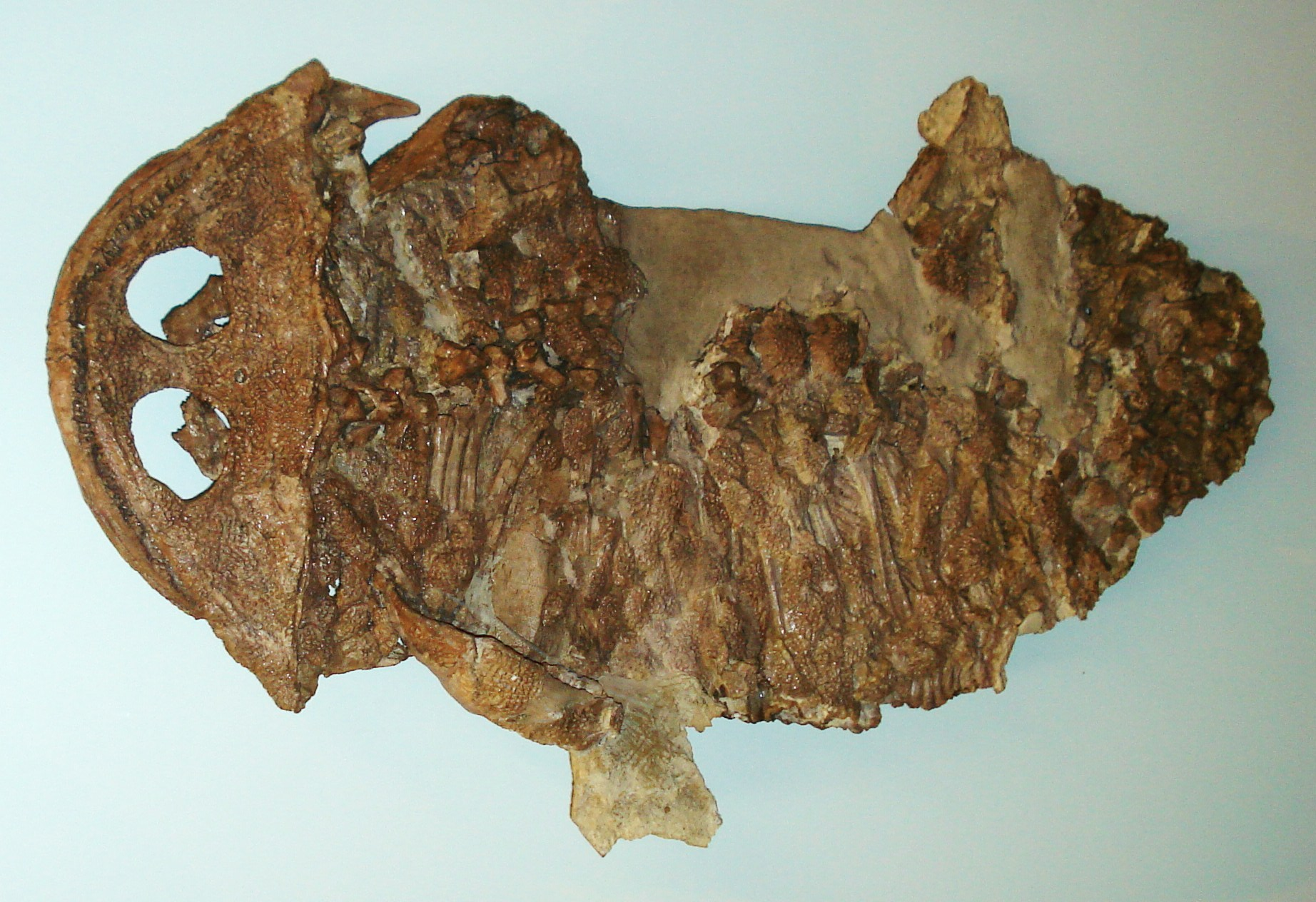
Окаменелость герроторакса